# Pług motorowy Praga
Praga – pług motorowy produkowany przez Pierwszą Czeskomorawską Fabrykę Maszyn (Erste Bohmismahrische Maschinenfabrik) w Pradze począwszy od roku 1914.

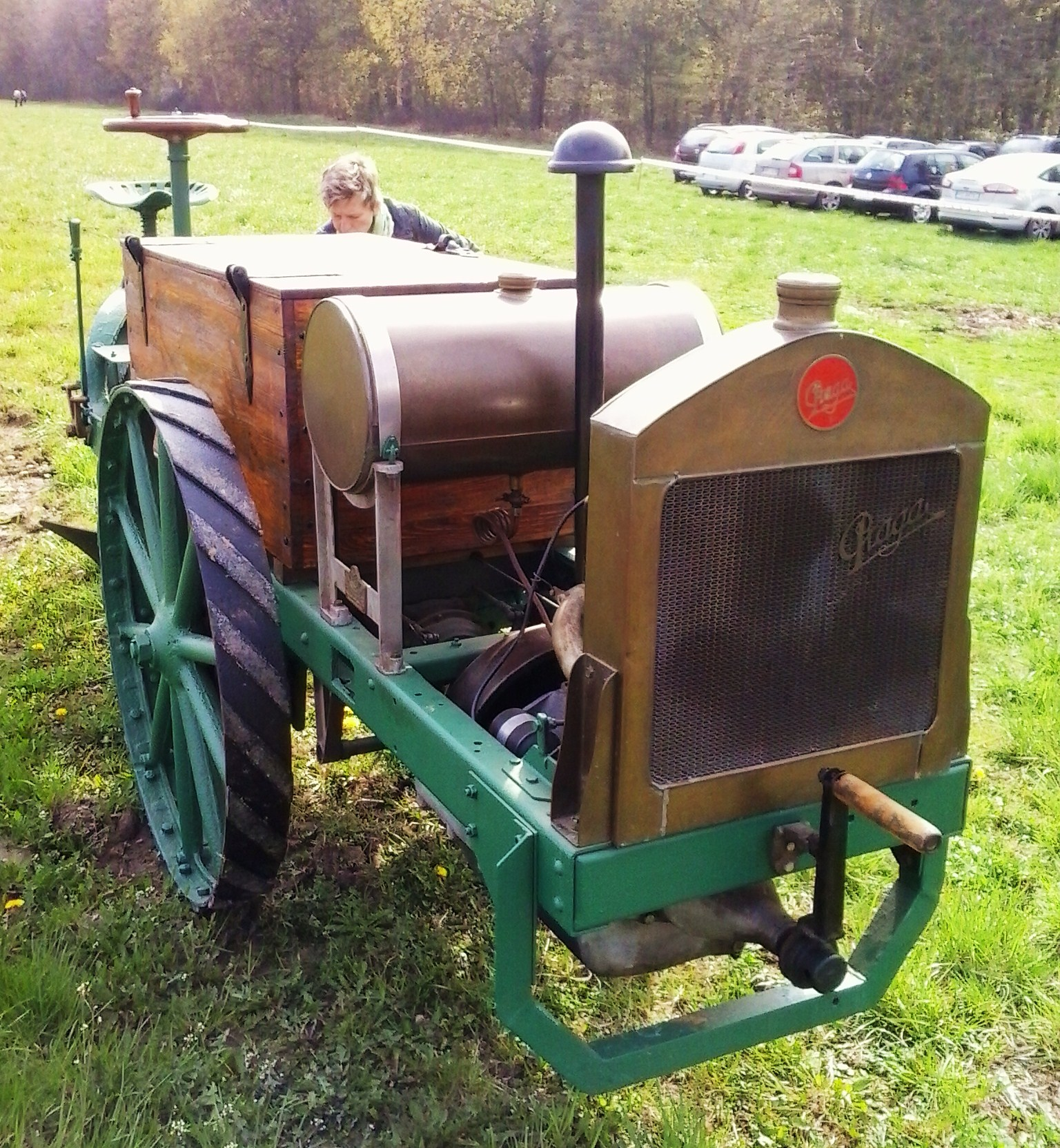
Przód

Próby zastąpienia w rolnictwie ciężkich, drogich i trudnych w obsłudze lokomobil parowych pojazdami spalinowymi rozpoczęły się w końcówce XIX wieku. W tym też czasie przeprowadzano pierwsze próby z pługami motorowymi. Ich zastosowanie z początkiem XX wieku było już możliwe, zwłaszcza w miejscach niedostępnych dla lokomobil. Jednym z pierwszych zastosowań silnika spalinowego w orce był czeski ciągnik Praga. Posiadał moc 10 kM przy 500-1000 obrotach na minutę. Prędkość jazdy ograniczona była do 5 km/h. Podwozie jednego z takich ciągników stało się podstawą konstrukcji improwizowanego samochodu pancernego Kresowiec, wykorzystywanego przez siły polskie podczas walk o Lwów (1918–1919). Egzemplarz zdolny do jazdy znajduje się m.in. w Muzeum Narodowym Rolnictwa i Przemysłu Rolno-Spożywczego w Szreniawie.